# ジョナサン・リン
ジョナサン・リン（Jonathan Lynn, 1943年4月3日 - ）は、イギリスの脚本家、映画監督、俳優。

## フィルモグラフィー
- 殺人ゲームへの招待 Clue (1985) - 監督・脚本・原案
- ナンズ・オン・ザ・ラン 走れ!尼さん Nuns on the Run (1990) - 監督・脚本
- いとこのビニー My Cousin Vinny (1992) - 監督
- ホワイトハウス狂騒曲 The Distinguished Gentleman (1992) - 監督
- 遺産相続は命がけ!? Greedy (1994) - 監督
- スティーブ・マーティンのSGT.ビルコ/史上最狂のギャンブル大作戦 Sgt. Bilko (1996) - 監督
- Mr.ダマー2 1/2 Trial and Error (1997) - 監督・製作
- 隣のヒットマン The Whole Nine Yards (2000) - 監督
- ファイティング・テンプテーションズ（英語版） The Fighting Temptations (2003) - 監督
- 悪女 Vanity Fair (2004) - 製作総指揮
- ターゲット Wild Target (2010) - 監督